# Pago (Maschinenbau)
Die Pago AG ist eine Schweizer Unternehmensgruppe mit Sitz in Grabs. Sie ist das Tochterunternehmen der Fuji Seal, die Etiketten herstellen und vertreiben. Im Jahr 2006 beschäftigte das Familienunternehmen in der Gruppe etwa 1'100 Mitarbeiter und erwirtschaftete einen Umsatz von CHF 275 Millionen. Dieses Jahr sind es insgesamt nur noch etwa 400 Mitarbeiter. (CH)

## Geschichte
Im Jahre 1896 eröffnete Christian Tischhauser in Werdenberg in der Nordostschweiz eine Schreibwarenhandlung, der er kurze Zeit später auch einen Versandhandel angegliederte. Ab 1914 stellte der Betrieb selbst Etiketten her. 1937 spezialisierte sich das Unternehmen auf die Herstellung von Etiketten. Im Jahre 1949 erfolgte die Umwandlung der Privatfirma in die Papierhof AG, die zu diesem Zeitpunkt 60 Mitarbeiter beschäftigte und einen jährlichen Umsatz von 480.000 Franken erzielte. 1950 wurden Etikettendruckmaschinen eines englischen Herstellers in das Sortiment aufgenommen. Durch den verstärkten Einsatz von Selbstklebeetiketten konnte das Geschäft in den sechziger Jahren weiter ausgebaut werden. 1967 beschäftigte Papierhof 140 Mitarbeiter und erwirtschaftete einen Umsatz von fünf Millionen Franken.
1976 eröffnete das Unternehmen eine Vertriebsniederlassung in Österreich, 1978 folgte ein zweites Werk in Deutschland. 1986 wurde die Papierhof AG in die Pago AG umgewandelt (der Name entstand aus der ursprünglichen Kurzbezeichnung für die Papierhof AG, PAG, ergänzt um den Buchstaben O für Ostschweiz). In den neunziger Jahren wurden weitere Werke in England (1991), Frankreich (1991), Italien (1997) und Rumänien (1998) gegründet. Alle Werke, ausgenommen das Werk in Rodigo Italien und Deutschland Aichtal, wurden geschlossen.
Im Jahr 2012 wurde die Firma an die Fuji Seal verkauft. Die Fuji Seal Gruppe ist ebenfalls Etikettenproduzent, spezialisiert auf Sleeve.

## Tätigkeit
Pago erzielt rund 75 Prozent seines Umsatzes mit Etiketten, die übrigen 25 Prozent entfallen auf Etikettiermaschinen.
Zu den Kunden zählen Hersteller von Körperpflege- und Pharmaprodukten, Nahrungsmitteln sowie Reinigungs- und Chemieartikeln, für die Pago Etiketten zur Produktdekoration herstellt. Es handelt sich dabei überwiegend um Selbstklebeetiketten, in geringerer Anzahl auch um nicht selbstklebende Etiketten (z. B. für Flaschen und Dosen). Ausserdem werden Funktionsetiketten wie Siegel-, Wiederverschluss- oder Mehrstückpack-Etiketten produziert. Die Etiketten werden rollenweise an die Hersteller ausgeliefert, die diese dann mit den entsprechenden Etikettiermaschinen auf ihre Produkte aufbringen.
Für den Etikettendruck werden alle gängigen Druckverfahren – Digitaldruck, Buchdruck, Siebdruck, Offsetdruck, Flexodruck und Tiefdruck sowie Kombinationen davon – eingesetzt.
Neben reinen Etikettiermaschinen bietet Pago komplette Systemlösungen zur logistischen Kennzeichnung von Paletten und Kartons an. Hierzu gehören auch auf RFID basierende Systeme.

## Weitere Werke
Das grösste Werk ist jenes in Deutschland. Das Werk in Italien steuert einen recht kleinen Beitrag im Gegensatz zu den Geschwister-werken.
- Deutschland: Pago Etikettiersysteme GmbH, Aichtal
- Italien: Pago S.r.l., Rodigo